# Agustín Oliveros
Agustín Oliveros Cano (Montevideo, 17 agosto 1998) è un calciatore uruguaiano, difensore del Necaxa.

## Caratteristiche tecniche
Nasce come difensore centrale, può giocare sia a destra che a sinistra ma riesce a esprimersi al meglio anche come terzino sinistro

## Carriera

### Club
Cresciuto nel settore giovanile del Racing Montevideo, ha esordito il 21 luglio 2018 in occasione del match di campionato pareggiato 1-1 contro il Peñarol.